# Abbazia di Santa Maria Rossa in Cusago
L'abbazia di Santa Maria Rossa in Cusago (detta anche "di Santa Maria del Bosco" o "di Santa Maria della Misericordia") fu un'abbazia agostiniana posta in località Monzoro, frazione del comune di Cusago. Oggi l'edificio è destinato ad attività culturali.

## Storia
L'abbazia fu edificata nella seconda metà del Trecento ad opera di frati dell'Ordine agostiniano, che ne fecero, oltre alla parrocchia del castello visconteo di Cusago (cui era direttamente collegata tramite un tunnel sotterraneo rinvenuto durante i lavori di ristrutturazione effettuati alla fine degli anni ottanta), anche la più proficua e produttiva azienda agricola di quella zona, con a servizio più di cento servi della gleba.
L'attività sotto l'egida del clero della piccola abbazia terminò negli ultimi anni del Settecento quando, coinvolta nelle soppressioni che in età napoleonica decimarono una notevole quantità di conventi, il 29 maggio 1798 il governo della Repubblica Cisalpina indirizzava al parroco di Cusago una missiva in cui faceva presente l'urgenza di ridurre la chiesetta di "Santa Maria Rossa" (allora chiamata "Santa Maria del Bosco") allo stato profano, indicandone le modalità: «Dopo breve orazione avanti all'altare, reciterà l'orazione della Vergine, indi leverà dall'altare la pietra sacra e le reliquie, se ve ne sono, riportandole alla chiesa parrocchiale con decenza, poscia darà un colpo di martello alla mensa, e lascerà che gli altri distruggano il rimanente.»
La chiesetta, decorata all'interno con pregevoli affreschi di maestri lombardi della fine del XIV secolo, cominciò così il suo periodo laico che ne vide la decadenza a stalla e magazzino agricolo. Nel 1931 un funzionario della Soprintendenza ai beni culturali di Milano si accorse dello stato di degrado in cui versava l'antico monumento e diede avvio ad un carteggio che durò più di vent'anni, al fine di imporre alla famiglia Gerli, allora proprietaria dell'immobile, di provvedere al restauro. Nel 1954 si raggiunse infine un compromesso con il proprietario che cedette, a titolo gratuito, cinque affreschi alla Soprintendenza, a patto che essa sostenesse le spese per il loro strappo e consentisse l'uso dell'immobile quale magazzino di ristoro per gli attrezzi agricoli e stalla. Nel 1988 l'edificio venne acquistato da una società privata che, seguendo i dettami della Soprintendenza, fece un completo restauro conservativo, e ne destinò l'utilizzo prevalentemente per lo svolgimento di attività culturali. Gli affreschi strappati dalla Soprintendenza a metà del secolo scorso sono oggi conservati ed esposti presso il Museo del Castello Sforzesco di Milano.

## Descrizione
La chiesa, al suo interno, si presenta ad aula unica di forma quadrangolare, in stile romanico, coperta da un sistema di capriate lignee a vista. Come è facile intuire dall'analisi della struttura esterna della chiesa, un tempo dovevano trovarsi tre navate, ma ad oggi ne sono rimaste unicamente due, quella centrale e quella di sinistra (in tempi successivi riconvertita con due cappelle laterali). Quella di destra, che stilisticamente doveva apparire molto simile a quella rimastaci, è stata abbattuta in tempi successivi per lasciare spazio ad un porticato di stalla.
Il presbiterio, di forma quadrangolare, è diviso dalla navata da un arco a tutto sesto e dispone di una copertura costituita da una volta a crociera che culmina in una chiave ottagonale molto ampia. Il retro del coro, che dà forma ad un'abside poligonale, presenta un'elegante volta ad ombrello.
L'interno è decorato con un fascione oggi visibile a tratti che è una delle decorazioni più antiche presenti dal momento che raffigura degli stemmi alternati viscontei e scaligeri, il che appunto ne pone la datazione all'epoca di Bernabò Visconti. Altri dipinti di rilievo sono un Cristo attorniato dai quattro Evangelisti, accompagnati da un dipinto di anonimo raffigurante la Madonna e vari santi unitamente ad un san Giorgio della medesima mano